# 坪滩镇
坪滩镇，是中华人民共和国四川省广安市岳池县下辖的一个乡镇级行政单位。2019年12月，撤销嘉陵乡，将其所属行政区域划归坪滩镇管辖。

## 行政区划
坪滩镇下辖以下地区：
兴坪社区、五郎庙村、陆家桥村、马家沟村、石牌楼村、大平桥村、扯渡河村、芭蕉湾村、双河口村、轿顶坡村、保华寺村、冉家店村、马鞍寨村、义学堂村、帅坨寺村、骑龙寨村、小龙沟村、仁和寨村、水月寺村、低坑村、高坑村、何家坝村、莲花寺村、关口村、双堰塘村、石船沟村和陆家沟村。